# Protoporphyrinogène IX
Le  protoporphyrinogène IX est un intermédiaire du métabolisme des porphyrines. Il est produit à partir du coproporphyrinogène III par la coproporphyrinogène III oxydase et est converti en protoporphyrine IX par la protoporphyrinogène oxydase.